# 2004-es Junior Eurovíziós Dalfesztivál
A 2004-es Junior Eurovíziós Dalfesztivál (angolul és norvégul: Junior Eurovision Song Contest 2004) volt a második Junior Eurovíziós Dalfesztivál, melyet a norvégiai, Lillehammerben rendeztek meg. Az Eurovíziós Dalversennyel ellenben itt nem az előző évi győztes rendez, hanem pályázni kell a rendezés jogára. A pontos helyszín a Håkons Hall volt. A versenyre 2004. november 20-án került sor. A 2003-as Junior Eurovíziós Dalfesztivál a horvát Dino Jelusić győzelmével zárult, aki a Ti si moja prva ljubav című dalát adta elő Koppenhágában.
18 ország erősítette meg a részvételét beleértve Franciaországot és Svájcot, melyek első alkalommal vettek részt.
A verseny győztese a Spanyolországot képviselő María Isabel lett, aki 171 pontot összegyűjtve nyerte meg a döntőt, az ország első győzelmét aratva. Az Antes muerta que sencilla című dal összesen nyolc országtól kapott maximális 12 pontot. A második helyen az Egyesült Királyság, míg a harmadik helyen Horvátország végzett. Az Egyesült Királyság, Románia és Ciprus megszerezte legjobb eredményét, a románok negyedikek míg a ciprusiak nyolcadikak lettek. Dánia, Norvégia, Svédország és Lengyelország ismét ugyanazon a helyen végzett, mint az előző évben. A dánok ötödikek, norvégok tizenharmadik, a svédek tizenötödik, míg a lengyelek utolsó helyen végeztek, amely egyben mind a négy ország legrosszabb helyezésének számít, emellett Spanyolország, Fehéroroszország és Lettország is legrosszabb eredményét érte el, a spanyolok hatodik, a belaruszok tizennegyedik, míg a lettek pedig utolsó helyen végeztek.

## A helyszín és a verseny
| Zágráb Manchester Lillehammer |

Az EBU 2003 májusában bejelentette, hogy a következő évben az Egyesült Királyságban rendezik meg a dalversenyt. Nem sokkal a koppenhágai verseny után kiderült, hogy a szigetországon belül Manchesterben fogják megrendezni a második kiadást. 2004 májusában az ITV pénzügyi és szervezési problémák miatt elállt a rendezéstől. Ezután az előző év győztese, Horvátország kapta meg a rendezés jogát, de a helyszín már foglalt volt a gyermek verseny tervezett időpontjára. Végül öt hónappal a verseny kezdete előtt az NRK felajánlotta, hogy megrendezi a versenyt.
A verseny pontos helyszíne így a norvégiai Lillehammerben található Håkons Hall volt, amely 11 500 fő befogadására alkalmas.

### Műsorvezetők
2004. szeptember 23-án jelentették be, hogy Nadia Hasnaoui és Stian Barsnes Simonsen lesznek a dalverseny műsorvezetői. Ez volt a második alkalom, hogy ketten, egy nő és egy férfi közösen vezették a műsort. Érdekesség, hogy a páros vezette ebben az évben a norvég gyermek nemzeti döntőt.
Mindmáig ez volt az egyetlen alkalom, hogy a műsorvezetők között egy későbbi Eurovízió-műsorvezető volt: Nadia Hasnaoui a 2010-es versenyen látta el ezt a feladatot.

## A résztvevők
Először vett részt Franciaország és Svájc. Utóbbi szereplésével ez volt az első év, hogy megjelent a dalversenyen az olasz nyelv.
Eredetileg Izrael és Németország (utóbbi már egy évvel korábban is érdeklődést mutatott a verseny iránt) is csatlakozni kívánt, elérve ezzel a húsz résztvevőt, de nem indultak el. Egyes feltételezések szerint Írország is debütálását tervezte, de mégsem vett részt. Így összesen tizennyolc ország indult a versenyen, ami az eddigi legmagasabb létszám volt. Ezen kívül még három alkalommal, 2018-ban és 2019-ben és 2021-ben volt több résztvevője a versenynek.
A versenyt a résztvevőkön kívül Ausztrália és Észtország is közvetítette.
| Ország             | Műsorsugárzó       | Előadó                               | Dal                       | Nyelv    | Dalszerző(k)                                                       |
| ------------------ | ------------------ | ------------------------------------ | ------------------------- | -------- | ------------------------------------------------------------------ |
| Belgium            | RTBF               | Free Spirits                         | Accroche-toi              | francia  | Free Spirits                                                       |
| Ciprus             | CyBC               | Marios Tofi                          | Onira                     | görög    | Marios Tofi                                                        |
| Dánia              | DR                 | Cool Kids                            | Pigen er min              | dán      | Caroline Forsberg Thybo Ibrahim "Ibo" Chouqeir Niki "Nack" Popovic |
| Egyesült Királyság | ITV                | Cory Spedding                        | The Best Is Yet to Come   | angol    | Cory Spedding                                                      |
| Fehéroroszország   | BTRC               | Egor Volchek                         | Spiavajcie sa mnoju       | belarusz | Egor Volchek Ulada Suslenka                                        |
| Franciaország      | France Télévisions | Thomas                               | Si on voulait bien        | francia  | Egor Volchek Ulada Suslenka                                        |
| Görögország        | ERT                | Secret Band                          | O palios mou eaftos       | görög    | Andreas Kefalas                                                    |
| Hollandia          | AVRO               | Klaartje és Nicky                    | Hij is een kei            | holland  | Klaartje Meulemeesters Nicky Bruin                                 |
| Horvátország       | HRT                | Nika Turković                        | Hej mali                  | horvát   | Nika Turković                                                      |
| Lengyelország      | TVP                | KWADro                               | Łap życie                 | lengyel  | Anna Klamczynska Dominika Rydz Kamila Piątkowska Weronika Bochat   |
| Lettország         | LTV                | Mārtiņš Tālbergs és C-Stones Juniors | Balts vai melns           | lett     | Mārtiņš Tālbergs                                                   |
| Macedónia          | MRT                | Martina Siljanovska                  | Zabava                    | macedón  | Martina Siljanovska                                                |
| Málta              | PBS                | Young Talent Team                    | Power of a Song           | angol    | Charlotte Debattista Marilena Gauci                                |
| Norvégia           | NRK                | @lek                                 | En stjerne skal jeg bli   | norvég   | Aleksander Moberg                                                  |
| Románia            | TVR                | Noni Răzvan Ene                      | Îți mulțumesc             | román    | Noni Răzvan Ene                                                    |
| Spanyolország      | RTVE               | María Isabel                         | Antes muerta que sencilla | spanyol  | María Isabel José Muñiz                                            |
| Svájc              | RTSI               | Demis Mirarchi                       | Birichino                 | olasz    | Alessandro Maraniello                                              |
| Svédország         | SVT                | Limelights                           | Varför jag?               | svéd     | Anna Jalkéus Liselotte Östblom                                     |

## A versenyt megelőző időszak

### Nemzeti válogatók
A versenyre nevező 18 ország közül 17 nemzeti döntővel, 1 pedig a két módszer együttes alkalmazásával választotta ki indulóját.
Dánia, az Egyesült Királyság, Görögország, Hollandia, Horvátország, Lengyelország, Lettország, Macedónia, Málta, Norvégia, Spanyolország és Svédország apróbb változtatásokkal ugyanazt a kimondottan Junior Eurovíziós Dalfesztiválra létrehozott nemzeti döntőt rendezte meg, mint a legutóbbi részvétele során. Belgiumban ebben az évben a vallon műsorsugárzó választotta ki indulójukat, amely egy új műsort hozott létre. Újfajta nemzeti döntőt rendeztek Fehéroroszországban, míg Ciprus először rendezett nemzeti döntőt részvétele során. A debütáló Franciaország válogatóműsora csak az előadó kiválasztására szolgált, dalaikat egy későbbi időpontban, belső kiválasztást követően mutatták be. Svájc egy gyermek zenei fesztivál keretein belül választotta ki indulójukat, két évvel a verseny kezdete előtt.
| Ország             | Választás módszere                           | Válogató / Bemutató műsor                                    | Közvetítő csatorna                           | Kiválasztás / Bemutatás dátuma | Kiválasztás / Bemutatás dátuma |
| Ország             | Választás módszere                           | Válogató / Bemutató műsor                                    | Közvetítő csatorna                           | Előadó                         | Dal                            |
| ------------------ | -------------------------------------------- | ------------------------------------------------------------ | -------------------------------------------- | ------------------------------ | ------------------------------ |
| Belgium            | nemzeti döntő                                | Eurokids                                                     | RTBF                                         | 2004. szeptember 26.           | 2004. szeptember 26.           |
| Ciprus             | nemzeti döntő                                | RIK2                                                         | Nem volt külön elnevezése a válogatóműsornak | 2004. szeptember 7.            | 2004. szeptember 7.            |
| Dánia              | nemzeti döntő                                | MGP                                                          | DR1                                          | 2004. szeptember 25.           | 2004. szeptember 25.           |
| Egyesült Királyság | nemzeti döntő                                | Nem volt külön elnevezése a válogatóműsornak                 | ITV1                                         | 2004. szeptember 4.            | 2004. szeptember 4.            |
| Fehéroroszország   | nemzeti döntő                                | Junior Eurosong                                              | Belarusz-1                                   | 2004. szeptember 21.           | 2004. szeptember 21.           |
| Franciaország      | előadó: nemzeti döntő dal: belső kiválasztás | Nem volt külön elnevezése a válogatóműsornak                 | France 3                                     | 2004. szeptember 20.           | 2004. október 7.               |
| Görögország        | nemzeti döntő                                | Eurovision Junior                                            | ERT                                          | 2004. szeptember 24.           | 2004. szeptember 24.           |
| Hollandia          | nemzeti döntő                                | Junior Songfestival                                          | Nederland 2                                  | 2004. október 1.               | 2004. október 1.               |
| Horvátország       | nemzeti döntő                                | Dječja Pjesma Eurovizije                                     | HRT 1                                        | 2004. szeptember 25.           | 2004. szeptember 25.           |
| Lengyelország      | nemzeti döntő                                | Krajowe Eliminacje do Konkursu Piosenki Eurowizji dla Dzieci | TVP                                          | 2004. szeptember 19.           | 2004. szeptember 19.           |
| Lettország         | nemzeti döntő                                | Bērnu Eirovīzija                                             | LTV1                                         | 2004. október 2.               | 2004. október 2.               |
| Macedónia          | nemzeti döntő                                | Junior EuroSong                                              | MRT1                                         | 2004. június 20.               | 2004. június 20.               |
| Málta              | nemzeti döntő                                | Junior Song For Europe                                       | PBS                                          | 2004. szeptember 24.           | 2004. szeptember 24.           |
| Norvégia           | nemzeti döntő                                | Melodi Grand Prix Junior                                     | NRK1                                         | 2004. június 12.               | 2004. június 12.               |
| Románia            | nemzeti döntő                                | Selecţia Naţională Eurovision Junior                         | TVR1                                         | 2004. szeptember 25.           | 2004. szeptember 25.           |
| Spanyolország      | nemzeti döntő                                | Eurojunior                                                   | RTVE                                         | 2004. szeptember 21.           | 2004. szeptember 21.           |
| Svájc              | nemzeti döntő                                | Mara e Meo                                                   | RTSI                                         | 2002. november 22.             | 2002. november 22.             |
| Svédország         | nemzeti döntő                                | Lilla Melodifestivalen                                       | SVT1                                         | 2004. október 9.               | 2004. október 9.               |

### Fellépési sorrend
A fellépési sorrendet október 14-én jelentették be, Görögországot sorsolták a döntő nyitó produkciójának, míg Romániát a záró produkcióra.
Érdekesség, hogy Görögország sorozatban másodszor nyitotta a versenyt. Másodszor fordult elő az is, hogy az Egyesült Királyságot Dánia, Macedóniát Lengyelország, Máltát Hollandia, valamint Ciprust Fehéroroszország követte a fellépési sorrendben.

## Döntő
| #  | Ország             | Előadó                               | Dal                       | Magyar fordítás                     | Helyezés | Pontszám |
| -- | ------------------ | ------------------------------------ | ------------------------- | ----------------------------------- | -------- | -------- |
| 01 | Görögország        | Secret Band                          | O palios mou eaftos       | A régi önmagam                      | 9.       | 48       |
| 02 | Málta              | Young Talent Team                    | Power of a Song           | Egy dal ereje                       | 12.      | 14       |
| 03 | Hollandia          | Klaartje és Nicky                    | Hij is een kei            | Ő a legjobb                         | 11.      | 27       |
| 04 | Svájc              | Demis Mirarchi                       | Birichino                 | Szemtelen                           | 16.      | 4        |
| 05 | Norvégia           | @lek                                 | En stjerne skal jeg bli   | Csillag leszek                      | 13.      | 12       |
| 06 | Franciaország      | Thomas                               | Si on voulait bien        | Ha valóban akartuk volna            | 6.       | 78       |
| 07 | Macedónia          | Martina Siljanovska                  | Zabava                    | Buli                                | 7.       | 64       |
| 08 | Lengyelország      | KWADro                               | Łap życie                 | Ragadd meg az életet!               | 17.      | 3        |
| 09 | Ciprus             | Marios Tofi                          | Onira                     | Álmok                               | 8.       | 61       |
| 10 | Fehéroroszország   | Egor Volchek                         | Spiavajcie sa mnoju       | Énekelj velem!                      | 14.      | 9        |
| 11 | Horvátország       | Nika Turković                        | Hej mali                  | Hé, kisfiú!                         | 3.       | 126      |
| 12 | Lettország         | Mārtiņš Tālbergs és C-Stones Juniors | Balts vai melns           | Fehér vagy fekete                   | 17.      | 3        |
| 13 | Egyesült Királyság | Cory Spedding                        | The Best Is Yet to Come   | A legjobb még hátravan              | 2.       | 140      |
| 14 | Dánia              | Cool Kids                            | Pigen er min              | A lány az enyém                     | 5.       | 116      |
| 15 | Spanyolország      | María Isabel                         | Antes muerta que sencilla | Inkább a halál, mint az egyszerűség | 1.       | 171      |
| 16 | Svédország         | Limelights                           | Varför jag?               | Miért én?                           | 15.      | 8        |
| 17 | Belgium            | Free Spirits                         | Accroche-toi              | Tarts ki!                           | 10.      | 37       |
| 18 | Románia            | Noni Răzvan Ene                      | Îți mulțumesc             | Köszönöm!                           | 4.       | 123      |

## A szavazás és a nemzetközi közvetítések

### A szavazás
A szavazási rendszer megegyezett a hagyományos versenyen alkalmazott szavazási rendszerrel, vagyis minden ország a tíz kedvenc dalára szavazott, amelyek 1-8, 10 és 12 pontot kaptak. A szóvivők növekvő sorrendben hirdették ki a pontokat. A szavazás menete a fellépési sorrendben történt, vagyis Görögország volt az első szavazó és Románia az utolsó. A szavazás során négy ország váltotta egymást az élen: az elsőként szavazó Görögország Ciprust helyezte az élre. Málta öt pontja után rövid időre Ciprus és Dánia holtversenyben volt első, de a hét pont után Spanyolország vezetett, a nyolc pont viszont Ciprust helyezte ismét az első helyre. Hollandia tíz pontot adott Spanyolországnak, így ők vették át a vezetést, de a tizenkét pont után az Egyesült Királysággal holtversenyben vezettek. Svájc hét pontja után az Egyesült Királyság volt az első, de a tizenkét pontnak köszönhetően ismét Spanyolország állt az élre. Norvégia hat pontja után az Egyesült Királyság visszavette a vezetést, de a spanyolok nyolc pontot kaptak, így megelőzték az Egyesült Királyságot. Ezután már végig megőrizve előnyüket megnyerték a versenyt.
A győztes dal nyolc országtól (Svájc, Franciaország, Lengyelország, Horvátország, Dánia, Svédország, Belgium, Románia) gyűjtötte be a maximális 12 pontot, míg a legkevesebb 6 pontot a lettek adták. Emellett a győztes dal mindegyik országtól kapott pontot. Rajtuk kívül még a debütáló Franciaországnak, az Egyesült Királyságnak és Dániának sikerült ez, utóbbi kettőnek sorozatban másodszor.
Lengyelország sorozatban másodszor végzett az utolsó helyen (bár ebben az évben Lettországgal együtt), és ismét 3 ponttal.
Érdekesség, hogy ugyanaz a három ország (az Egyesült Királyság, Horvátország és Spanyolország) ért el dobogós helyezést, mint egy évvel korábban.

### Ponttáblázat
|                    | Szavazók    | Szavazók | Szavazók  | Szavazók | Szavazók | Szavazók      | Szavazók  | Szavazók      | Szavazók            | Szavazók         | Szavazók     | Szavazók   | Szavazók           | Szavazók | Szavazók      | Szavazók   | Szavazók | Szavazók | Szavazók |
| Össz               | Görögország | Málta    | Hollandia | Svájc    | Norvégia | Franciaország | Macedónia | Lengyelország | Ciprusi Köztársaság | Fehéroroszország | Horvátország | Lettország | Egyesült Királyság | Dánia    | Spanyolország | Svédország | Belgium  | Románia  |          |
| ------------------ | ----------- | -------- | --------- | -------- | -------- | ------------- | --------- | ------------- | ------------------- | ---------------- | ------------ | ---------- | ------------------ | -------- | ------------- | ---------- | -------- | -------- | -------- |
| Görögország        | 48          |          | 12        | 1        | 2        | 1             | 3         |               |                     | 12               |              | 3          |                    | 5        |               | 1          |          | 2        | 6        |
| Málta              | 14          |          |           | 2        |          |               |           | 3             |                     |                  |              |            |                    | 4        | 4             |            |          |          | 1        |
| Hollandia          | 27          |          | 3         |          |          | 3             | 1         | 1             |                     |                  | 3            | 1          | 5                  |          |               | 2          | 1        | 7        |          |
| Svájc              | 4           |          | 4         |          |          |               |           |               |                     |                  |              |            |                    |          |               |            |          |          |          |
| Norvégia           | 12          |          |           |          |          |               |           |               |                     |                  |              |            |                    |          | 7             |            | 5        |          |          |
| Franciaország      | 78          | 6        | 1         | 5        | 6        | 2             |           | 2             | 4                   | 4                | 6            | 4          | 7                  | 2        | 6             | 8          | 4        | 8        | 3        |
| Macedónia          | 64          |          | 6         | 6        | 5        | 5             | 4         |               | 5                   | 3                |              | 8          | 3                  | 3        | 5             | 3          | 3        | 3        | 2        |
| Lengyelország      | 3           |          |           |          |          |               | 2         |               |                     |                  | 1            |            |                    |          |               |            |          |          |          |
| Ciprus             | 61          | 12       | 8         | 3        | 1        |               |           | 6             |                     |                  | 4            | 5          | 2                  | 8        | 1             | 5          |          | 1        | 5        |
| Fehéroroszország   | 9           | 1        |           |          |          |               |           |               | 3                   |                  |              |            | 1                  |          |               |            |          |          | 4        |
| Horvátország       | 126         | 4        |           | 8        | 8        | 10            | 8         | 12            | 7                   | 6                | 8            |            | 8                  | 12       | 8             | 6          | 8        | 6        | 7        |
| Lettország         | 3           | 2        |           |          |          |               |           |               | 1                   |                  |              |            |                    |          |               |            |          |          |          |
| Egyesült Királyság | 140         | 5        | 10        | 12       | 7        | 6             | 6         | 5             | 10                  | 5                | 10           | 7          | 10                 |          | 10            | 10         | 7        | 10       | 10       |
| Dánia              | 116         | 7        | 5         | 7        | 3        | 12            | 5         | 8             | 8                   | 7                | 5            | 6          | 4                  | 10       |               | 7          | 10       | 4        | 8        |
| Spanyolország      | 171         | 10       | 7         | 10       | 12       | 8             | 12        | 10            | 12                  | 10               | 7            | 12         | 6                  | 7        | 12            |            | 12       | 12       | 12       |
| Svédország         | 8           |          |           |          |          | 4             |           |               |                     | 1                |              |            |                    |          | 3             |            |          |          |          |
| Belgium            | 37          | 3        |           | 4        | 4        |               | 7         | 4             | 2                   | 2                | 2            | 2          |                    | 1        |               | 4          | 2        |          |          |
| Románia            | 123         | 8        | 2         |          | 10       | 7             | 10        | 7             | 6                   | 8                | 12           | 10         | 12                 | 6        | 2             | 12         | 6        | 5        |          |

### 12 pontos országok
Az alábbi országok kaptak 12 pontot a versenyen:
| Darab | Jutalmazott ország | Szavazó ország                                                                         |
| ----- | ------------------ | -------------------------------------------------------------------------------------- |
| 8     | Spanyolország      | Belgium, Dánia, Franciaország, Horvátország, Lengyelország, Románia, Svájc, Svédország |
| 3     | Románia            | Fehéroroszország, Lettország, Spanyolország                                            |
| 2     | Görögország        | Ciprus, Málta                                                                          |
| 2     | Horvátország       | Egyesült Királyság, Macedónia                                                          |
| 1     | Ciprus             | Görögország                                                                            |
| 1     | Dánia              | Norvégia                                                                               |
| 1     | Egyesült Királyság | Hollandia                                                                              |

### Pontbejelentők
A pontbejelentők között volt a dán Anne Gadegaard, aki 2003-ban képviselte országát.
| 1. Görögország - Kalli Georgelli 2. Málta - Thea Saliba 3. Hollandia - Danny Hoekstra 4. Svájc - Gaia Bertoncini 5. Norvégia - Ida 6. Franciaország - Gabrielle 7. Macedónia - Filip 8. Lengyelország - Jadwiga Jaskulski 9. Ciprus - Stella María Koukkidi | 1. Fehéroroszország - Daria 2. Horvátország - Bugaa 3. Lettország - Sabīne Berezina 4. Egyesült Királyság - Charlie Allan 5. Dánia - Anne Gadegaard 6. Svédország - Lucho 7. Svédország - Vännerna Queenie 8. Belgium - Alexander Schönfelder 9. Románia - Emy |

## Térkép

Részt vevő országok

### Kommentátorok
| Ország              | Kommentátor                                    | Közvetítő csatorna                  |
| Részt vevő országok | Részt vevő országok                            | Részt vevő országok                 |
| ------------------- | ---------------------------------------------- | ----------------------------------- |
| Belgium             | Ilse Van Hoecke és Marcel Vanthilt (hollandul) | VRT TV1                             |
| Belgium             | Jean-Louis Lahaye (franciául)                  | RTBF La Deux                        |
| Ciprus              | N/A                                            | CyBC                                |
| Dánia               | Nicolai Molbech                                | DR1                                 |
| Egyesült Királyság  | Matt Brown                                     | ITV2 (élőben) ITV1 (késleltetéssel) |
| Fehéroroszország    | Denis Kurian                                   | Belarusz-1                          |
| Franciaország       | Elsa Fayer és Bruno Berberes                   | France 3                            |
| Görögország         | N/A                                            | ERT1                                |
| Hollandia           | Angela Groothuizen                             | Nederland 1                         |
| Horvátország        | N/A                                            | HRT                                 |
| Lengyelország       | Artur Orzech                                   | TVP2                                |
| Lettország          | Kārlis Streips                                 | LTV1                                |
| Macedónia           | Milanka Rašik                                  | MTV 1                               |
| Málta               | Valerie Vella                                  | TVM                                 |
| Norvégia            | Jonna Støme                                    | NRK1                                |
| Románia             | Ioana Isopecu és Alexandru Nagy                | TVR1                                |
| Spanyolország       | Fernando Argenta                               | TVE1                                |
| Svédország          | Pekka Heino                                    | SVT1                                |
| Svájc               | Roman Kilchsperger (németül)                   | SF2                                 |
| Svájc               | Marie-Thérèse Porchet (franciául)              | TSR 2                               |
| Svájc               | Claudio Lazzarino és Daniele Rauseo (olaszul)  | TSI 1                               |
| További országok    |                                                |                                     |
| Ausztrália          | Kommentár nélkül                               | SBS (késleltetéssel)                |
| Észtország          | N/A                                            | ETV (késleltetéssel)                |

## Lásd még
- 2004-es Eurovíziós Dalfesztivál
- 2004-es Fiatal Zenészek Eurovíziója

## Külső hivatkozások
- A verseny hivatalos oldala
- A 2004-es verseny adatlapja a junioreurovision.tv-n
- A 2004-es verseny